# Gårtjärnen (Glava socken, Värmland)
Gårtjärnen är en sjö i Arvika kommun i Värmland och ingår i Göta älvs huvudavrinningsområde.